# Station Goido (Kintetsu)
Station Goido (Japans: 五位堂駅, Goido-eki) is een spoorwegstation in de Japanse stad Matsusaka. Het wordt aangedaan door de Osaka-lijn van Kintetsu.
De kaartautomaten en poortjes zijn op de voetgangersbrug te vinden.

## Lijnen
- het station heeft vier sporen gelegen aan twee eilandperrons

| 1, 2 | ■ Osaka-lijn | naar Yamato-Takada, Yamato-Yagi, Haibara, Ise-Shima en Nagoya |
| 3, 4 | ■ Osaka-lijn | richting Kawachi-Kokubu, Fuse and Osaka Uehommachi            |

## Geschiedenis
Op 1 juli 1927 opende Sangū Express Electric Railway het station op de Onji - Takada lijn.
Op 15 maart 1941 fuseerde Sangu met Kansai Express Railway, in 1944 werd het station onderdeel van Kintetsu. In 1987 kreeg het station een nieuw stationsgebouw en maakten de sneltreinen (Kyūkō en Junkyū) stops op het station.
Sinds 2001 stoppen ook de Kaisoku Kyūkō (sneltrein) op het station.

## Overig openbaar vervoer
Bussen 13, 17,19, 31, 32, 33, 34, 35, 36 en 37

## Stationsomgeving
- Kintetsu Goido Workshop
- Mamigaoka New Town
- station JR Goido (Wakayama-lijn)